# Nalorfina

Nalorfina é um opioide indicado como analgésico e anestésico, usado para indução de anestesia geral, dor pós-operatória, procedimentos ortopédicos e cesarianas.
Pode causar efeitos colaterais como choque anafilático, hipotensão, apneia do sono, depressão respiratória, bradicardia e, em alguns casos, broncoespasmos.